# Aldo Baito
Aldo Baito (né le 4 janvier 1920 à Gorla Minore dans la province de Varèse en Lombardie et mort le 20 décembre 2015) est un coureur cycliste italien, professionnel de 1946 à 1951. Son plus grand fait d'armes est d'avoir remporté une étape du Tour d'Italie en 1946. Il totalise en tout six victoires au cours de sa carrière.

## Palmarès
- 1939
  - Coppa del Grande
- 1944
  -  Champion d'Italie sur route amateurs
  - Targa d’Oro Città di Legnano
  - Coppa Marin
  - 2e de la Medaglia d'Oro Città di Monza
  - 2e du Trophée Baracchi
  - 3e de la Coppa Agello
  - 3e de la Coppa del Re
- 1945
  - 2e de la Coppa San Geo
  - 2e de la Coppa del Grande
  - 2e du championnat d'Italie sur route amateurs
  - 5e du Tour de Lombardie
- 1946
  - 9e étape du Tour d'Italie
  - 1re étape de Monaco-Paris
- 1947
  - Milan-Salsomaggiore
- 1950
  - 2e de Vienne-Graz

## Résultats sur les grands tours

### Tour d'Italie
4 participations
- 1946 : 11e, vainqueur de la 9e étape
- 1947 : abandon
- 1948 : abandon
- 1949 : abandon